# Adams & Westlake

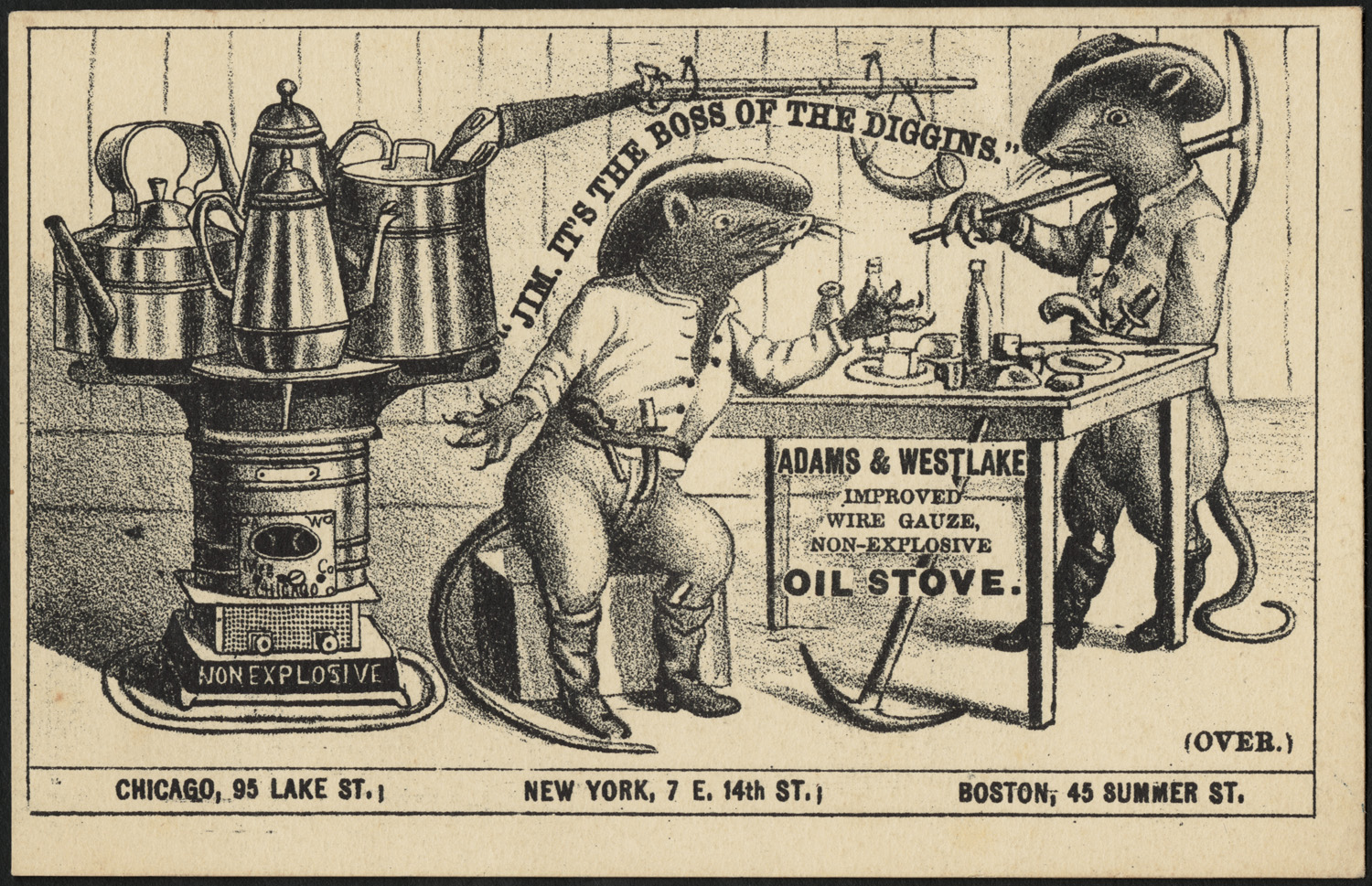
Jim, das ist der Chef der Diggins, Jim, c'est le patron des Diggins, Adams & Westlake, poêle à mazout non explosif avec treillis métallique amélioré.

La Adams & Westlake Company, Adlake en abrégé, est une entreprise de matériel ferroviaire et minier tel que des lampes, des lanternes, des clés, des châssis, des porte-bagages, des toilettes, , etc., fondée en 1857.

## Histoire
L'histoire de la société remonte à 1857. Cette année-là, John McGregor Adams, muté à Chicago pour gérer le nouveau bureau de vente de l'entreprise de New York Clark & Jesup, s'associe à John Crerar (en) pour fonder la Crerar, Adams & Company. William Westlake, un inventeur de lanternes ferroviaires, les rejoint en 1874. L'entreprise devient alors la Adams & Westlake,.
En août 1888, l'entreprise se distingue en engageant des femmes. Ainsi, sur 600 employés, plus de 12 femmes ont été comptabilisées. En 1890, l'entreprise emploie de 900 à 1 000 personnes sur une superficie totale de 23 226 m2. En 1927, après avoir atteint un sommet, 900 employés sont encore employés à Chicago avant que le siège social ne déménage à Elkhart dans l'Indiana. A partir de ce moment, elle vend exclusivement des produits de transport fabriqués aux États-Unis, tels que des lampes, des lanternes, des serrures, des loquets, des rideaux, des charnières de porte et des poignées.
L'entreprise existe toujours (2023).